# Chang Si
Chang Si (chiń. 常思; ur. 15 listopada 1986 w Pekinie) – chińska pływaczka synchroniczna, wicemistrzyni olimpijska z Londynu.
W 2010 roku na igrzyskach azjatyckich w Kantonie wywalczyła dwa złote medale.
W 2011 wystartowała w mistrzostwach świata w Szanghaju. Zdołała tam wywalczyć trzy srebrne medale.
W 2012 startowała na letnich igrzyskach olimpijskich w Londynie, biorąc tam udział wyłącznie w rywalizacji drużyn. W tej konkurencji Chinka wywalczyła srebrny medal dzięki uzyskanemu rezultatowi 194,01 pkt.